# Parc des expositions Quimper Cornouaille
Le parc des expositions Quimper Cornouaille est un site multifonction situé dans le secteur de Penvillers à Quimper (Finistère). Il dispose de 7 500 m2 d’espaces d’expositions répartis en deux bâtiments : un premier espace "Le Pavillon" d'une surface de 2 500 m2 et d'un nouveau hall "L’Artimon" d'une surface de 4 000 m2. Il permet la tenue de spectacles, concerts, expositions, salons, foires, séminaires et manifestations sportives.

## Histoire
En 1971, la ville propose à l'association Foire et salons de Quimper et Cornouaille (elle succède à une SARL) de construire sur ses terrains de Penvillers des halls d'exposition. C'est ainsi qu'apparaissent en 1974 les halls A et B ; le hall C est construit en 1982, appelé Pavillon. En 2014 et 2015, Quimper Communauté détruit les deux premiers halls (environ 8 000 m2) pour permettre la construction d'un nouveau bâtiment de 5 000 m2, sans poteau intérieur, disposant de liaisons directes avec le Pavillon.
Le nouveau Parc des expositions Quimper Cornouaille succède ainsi au parc de Penvillers. Des travaux de rénovation et de construction débutent en 2013, afin d'améliorer la tenue de rencontres professionnelles (office traiteur), congrès (salle plénière en gradins de 940 places), salons et spectacle dans un espace fonctionnel et convivial (scénographie). Le projet est mené par l'architecte quimpérois Philippe Brulé accompagné de l'architecte Brunet.
Un centre de Congrès sera construit en janvier 2016 au sein de l'espace du Chapeau Rouge (rue du Paradis au centre-ville).

### Événements
À partir de 2003, il accueille les grands spectacles du festival de Cornouaille et le Cyber fest-noz quand il a lieu à Quimper. Il accueille également le Festival Insolent.
La liste qui suit est un aperçu incomplet d'artistes qui s'y sont produits en concert solo ou lors d'autres festivals :
- 1990 : Festival Rocktcetera avec Elmer Food Beat, OTH, Penfleps et Não Faz Mal.
- 1996 : Nuit de la culture bretonne avec The Chieftains, Véronique Sanson, Tri Yann et Glaz.
- 1997 : Eddy Mitchell, Kassav, Dan Ar Braz
- 1998 : Julien Clerc, Nicoletta, Taÿfa
- 2003 : Kyo
- 2005 : Michèle Torr, Red Cardell et The Silencers
- 2006 : Jean-Louis Aubert, Marc Lavoine
- 2008 : Les « 15 ans de L'Oz Production » avec (Didier Squiban, Kohann, Manu Lann Huel, Arvest)
- 2009 : Patrick Bruel, Alain Souchon, Yodelice
- 2010 : Chœurs de l'Armée rouge, Festival Yakayalé, l'opéra-rock Anne de Bretagne
- 2011 : Groundation, Shaka Ponk, Chinese Man, Fest-Rock (Bagad Kemper et Red Cardell)
- 2012 : Julien Clerc, Yannick Noah, Zazie, RFM Party 80

## Infrastructure

### Le Pavillon
Le premier bâtiment du Pavillon datait de 1972. Il a été refait en 1992 sur les crédits de la réserve parlementaire. Sa réhabilitation débutée en 2013 va permettre d'apporter une nouvelle image du site, plus attractif, esthétique et fonctionnel.
- 2 500 m2
- Espace de concerts, expositions, séminaires, événementiels
- Configuration possible en 900, 1 500, et 2 500 m2
- Tribune escamotable de 940 places, loges[7]

### L'Artimon
- 4 000 m2
- Foires expositions, salons et manifestations sportives
- Hall d’accueil
- Espace traiteur.

## Localisation
Situé à proximité de la foire des expositions, le parc des expositions se trouve près de la rue de Stang-Bihan, dans le quartier de Penvillerc'h à Quimper. Il se situe 10 minutes en voiture ou bus du centre de congrès Chapeau Rouge. Le parking gratuit de La Croix des Gardiens est à proximité.

### Accès
Le parc des expositions est desservi par les transports en commun :
- la ligne de bus 1 du réseau Qub, arrêt Le Pavillon

L'accès routier peut s'effectuer :
- Au Nord, via la voie express N165, sortie 55 vers Gourvily